# Cyatholipus quadrimaculatus
Cyatholipus quadrimaculatus är en spindelart som beskrevs av Simon 1894. Cyatholipus quadrimaculatus ingår i släktet Cyatholipus och familjen Cyatholipidae. Inga underarter finns listade i Catalogue of Life.